# Hrabstwo Hardy
Hrabstwo Hardy (ang. Hardy County) – hrabstwo w stanie Wirginia Zachodnia w Stanach Zjednoczonych. Obszar całkowity hrabstwa obejmuje powierzchnię 584,48 mil² (1513,8 km²). Według szacunków United States Census Bureau w roku 2010 miało 14 025	 mieszkańców.
Hrabstwo powstało w 1786 roku.

## Miasta
- Moorefield
- Wardensville[4]

| Populacja hrabstwa w poprzednich latach | Populacja hrabstwa w poprzednich latach |
| Rok                                     | Liczba ludności                         |
| --------------------------------------- | --------------------------------------- |
| 1980                                    | 10 051                                  |
| 1990                                    | 10 977                                  |
| 2000                                    | 12 669                                  |
| 2010                                    | 14 025                                  |